# Salvador Hernández Mondragón
Salvador Hernández Mondragón (Morelia, 31 de diciembre de 1965) es un deportista mexicano que compitió en atletismo adaptado. Ganó ocho medallas en los Juegos Paralímpicos de Verano entre los años 2000 y 2016.

## Palmarés internacional
| Juegos Paralímpicos | Juegos Paralímpicos     | Juegos Paralímpicos | Juegos Paralímpicos |
| Año                 | Lugar                   | Medalla             | Prueba              |
| ------------------- | ----------------------- | ------------------- | ------------------- |
| 2000                | Sídney (Australia)      | Medalla de oro      | 200 m T52           |
| 2000                | Sídney (Australia)      | Medalla de oro      | 400 m T52           |
| 2000                | Sídney (Australia)      | Medalla de plata    | 100 m T52           |
| 2004                | Atenas (Grecia)         | Medalla de oro      | 100 m T52           |
| 2004                | Atenas (Grecia)         | Medalla de plata    | 200 m T52           |
| 2012                | Londres (Reino Unido)   | Medalla de plata    | 100 m T52           |
| 2012                | Londres (Reino Unido)   | Medalla de bronce   | 200 m T52           |
| 2016                | Río de Janeiro (Brasil) | Medalla de bronce   | 100 m T52           |